# Khắc Cường
Nguyễn Khắc Cường (sinh ngày 18 tháng 3 năm 1985 tại Hà Nội) là một biên tập viên, người dẫn chương trình, bình luận viên bóng đá người Việt Nam. Anh được biết đến nhiều qua vai trò MC của các chương trình bình luận thể thao và các bản tin thể thao của Đài Truyền hình Việt Nam.

## Tiểu sử
Khắc Cường sinh ngày 18 tháng 3 năm 1985 tại Hà Nội, sau anh còn có một người em trai. Năm lớp 10, anh rời xa gia đình ở Sơn Tây (Hà Tây cũ) theo học tại trường Trung học phổ thông chuyên Ngoại ngữ, Đại học Quốc gia Hà Nội. Sau đó, Khắc Cường đã thi đậu vào lớp Cử nhân tài năng, khoa Tiếng Anh của trường Đại học Hà Nội.
Đầu năm 2006, anh được đoàn trường cử tham dự chương trình Ai là triệu phú của VTV3 và đã có cơ hội trở thành người chơi chính. Khi được ngồi trên ghế nóng, anh đã chia sẻ về niềm đam mê bóng đá của mình và mong muốn được trở thành một bình luận viên thể thao. Sau chương trình đó, anh đã nhận được lời mời thử việc từ nhà báo Phan Ngọc Tiến, lúc đó là lãnh đạo của phòng Thể thao, Ban Thể thao - Giải trí và Thông tin Kinh tế (hiện là Trưởng Ban Thể thao VTV) và trở thành thành viên chính thức của phòng kể từ đó.

## Sự nghiệp và cuộc sống cá nhân
Khắc Cường làm việc tại Đài Truyền hình Việt Nam và là biên tập viên, bình luận viên bóng đá trên kênh của VTV. Anh từng dẫn chương trình cho nhiều bản tin thể thao như 360 độ thể thao, Thể thao 24/7, Nhịp đập 360 độ thể thao và tham gia bình luận trực tiếp nhiều sự kiện thể thao lớn (Ngoại hạng Anh, UEFA Champions League, FIFA World Cup, UEFA Euro, Asiad, SEA Games, AFF Cup,...).
Ngoài công việc chính ở Ban Thể thao, anh cũng tham gia làm MC ở một số chương trình khác như Đường lên đỉnh Olympia, Rung chuông vàng. Anh từng lọt vào danh sách sơ bộ Đề cử BTV lên hình ấn tượng của VTV Awards 2014.
Khắc Cường đã kết hôn vào năm 2016 và hiện có 2 con.

## Chương trình truyền hình đã tham gia

### Dẫn chương trình
- Đường lên đỉnh Olympia (năm thứ 8, năm thứ 10, năm thứ 11, năm thứ 12, năm thứ 13): Phụ dẫn
- Chung kết Đường lên đỉnh Olympia (năm thứ 8, năm thứ 9, năm thứ 11, năm thứ 12): Dẫn chương trình tại các điểm cầu
- Rung chuông vàng (năm thứ 5): Phụ dẫn
- Cận cảnh thể thao

### Người chơi
- Ai là triệu phú (10 tháng 1 năm 2006)